# Kanton Bressuire
Der Kanton Bressuire ist seit 1790 ein französischer Wahlkreis im gleichnamigen Arrondissement Bressuire im Département Deux-Sèvres in der Region Nouvelle-Aquitaine; sein Hauptort ist Bressuire. Vertreterin im Generalrat des Départements ist seit 2013 Estelle Gerbaud (DVD).

## Gemeinden
Der Kanton besteht aus fünf Gemeinden mit insgesamt 24.187 Einwohnern (Stand: 1. Januar 2022) auf einer Gesamtfläche von 307,90 km²:
| Gemeinde         | Einwohner 1. Januar 2022 | Fläche km² | Dichte Einw./km² | Code INSEE | Postleitzahl |
| ---------------- | ------------------------ | ---------- | ---------------- | ---------- | ------------ |
| Boismé           | 1.175                    | 37,80      | 31               | 79038      | 79300        |
| Bressuire        | 19.860                   | 180,59     | 110              | 79049      | 79300        |
| Chiché           | 1.689                    | 46,99      | 36               | 79088      | 79350        |
| Faye-l’Abbesse   | 1.126                    | 23,27      | 48               | 79116      | 79350        |
| Geay             | 337                      | 19,25      | 18               | 79131      | 79330        |
| Kanton Bressuire | 24.187                   | 307,90     | 79               | 7902       | –            |

Bis zur landesweiten Neuordnung der französischen Kantone im März 2015 gehörte zum Kanton Bressuire die vier Gemeinden Boismé, Bressuire, Chiché und Faye-l’Abbesse. Sein Zuschnitt entsprach einer Fläche von 288,65 km2. Er besaß vor 2015 einen anderen INSEE-Code als heute, nämlich 7904.

## Veränderungen im Gemeindebestand seit der landesweiten Neuordnung der Kantone
2016: Fusion Argenton-les-Vallées (Kanton Mauléon), La Chapelle-Gaudin, La Coudre (Kanton Mauléon), Le Breuil-sous-Argenton (Kanton Mauléon), Moutiers-sous-Argenton (Kanton Mauléon) und Ulcot (Kanton Mauléon) → Argentonnay (Kanton Mauléon)